# Polysiphonia nutans
Polysiphonia nutans är en rödalgsart som beskrevs av Jean Pierre François Camille Montagne. Polysiphonia nutans ingår i släktet rödslickar, och familjen Rhodomelaceae. Inga underarter finns listade i Catalogue of Life.